# Jonotla
Jonotla är en kommunhuvudort i Mexiko.   Den ligger i kommunen Jonotla och delstaten Puebla, i den sydöstra delen av landet, 180 km öster om huvudstaden Mexico City. Jonotla ligger 1 011 meter över havet och antalet invånare är 1 084.
Terrängen runt Jonotla är bergig. Runt Jonotla är det ganska glesbefolkat, med 43 invånare per kvadratkilometer. Närmaste större samhälle är Olintla, 13,9 km nordväst om Jonotla. I omgivningarna runt Jonotla växer huvudsakligen savannskog.